# Ganaraska River
Ganaraska River är ett vattendrag i Kanada.   Det ligger i provinsen Ontario, i den sydöstra delen av landet, 260 km sydväst om huvudstaden Ottawa.